# Czerkawszczyzna
Czerkawszczyzna (ukr. Черкавщина) – wieś na Ukrainie, w  rejonie czortkowskim obwodu tarnopolskiego, w hromadzie Nagórzanka.
Znajduje się tu przystanek kolejowy Czerkawszczyzna, położony na linii Biała Czortkowska – Zaleszczyki – Stefaneszty. 
W II Rzeczypospolitej miejscowość w powiecie czortkowskim województwa tarnopolskiego.
W latach 1943–1944 r. nacjonaliści ukraińscy z OUN-UPA zamordowali tutaj 5 Polaków i 1 Ukrainkę, żonę Polaka.
Po wojnie włączona w struktury ZSRR.